# Данте (лунный кратер)

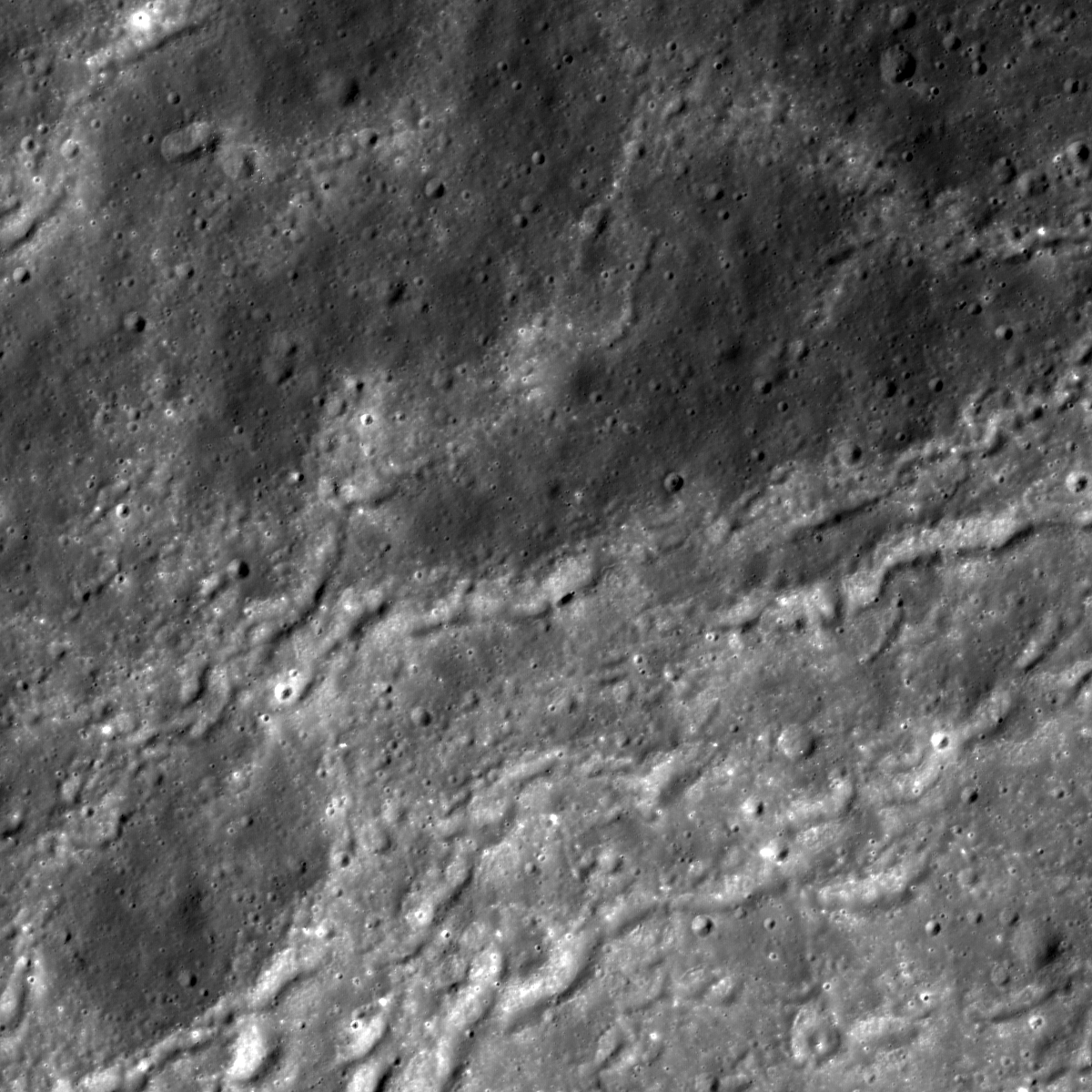
Северо-западная часть внутреннего склона сателлитного кратера Данте С. Снимок Lunar Reconnaissance Orbiter.

Кратер Данте (лат. Dante) — крупный ударный кратер в северном полушарии обратной стороны Луны. Название присвоено в честь итальянского поэта Данте Алигьери (1265—1321) и утверждено Международным астрономическим союзом в 1970 г. Образование кратера относится к позднеимбрийскому периоду.

## Описание кратера
Кратер расположен точно на 180-м меридиане. Ближайшими соседями кратера являются кратер Фрейндлих на западе, кратер Шайн на северо-западе, кратер Лармор на севере, кратер Фицджеральд на востоке, кратер Морзе на юго-востоке и кратер Бейс-Баллот на юге-западе. На юго-западе от кратера находится Озеро Удовольствия. Селенографические координаты центра кратера — 25°22′ с. ш. 180°00′ в. д. / 25,36° с. ш. 180° в. д., диаметр — 54 км, глубина — 2,4 км.
Кратер имеет полигональную форму, умеренно разрушен. Вал кратера сглажен, в северо-восточной части перекрыт небольшим кратером. К юго-восточной части вала примыкает сателлитный кратер Данте G (см. ниже). Высота вала над окружающей местностью достигает 1160 м. Дно чаши кратера неровное, отмечено несколькими небольшими кратерами, пересечено светлым лучом от сателлитного кратера Лармор Q, находящегося на северо-западе. Объем кратера составляет приблизительно 2400 куб.км.
Реголит в районе кратера Данте имеет высокое содержание алюминия и кальция. Область возле кратера объявлялась НАСА районом интереса по программе «Созвездие» в связи с предположением, что в этом районе велика вероятность нахождения образцов анортозитов, соответствующих первичной древней коре Луны (таких как известный камень Бытия).

## Сателлитные кратеры
| Данте | Широта   | Долгота   | Диаметр |
| ----- | -------- | --------- | ------- |
| C     | 28,01° N | 177,1° W  | 54,0 км |
| E     | 26,57° N | 177,07° E | 26,6 км |
| G     | 24,77° N | 178,59° E | 24,2 км |
| P     | 23,63° N | 179,29° E | 24,6 км |
| S     | 25,1° N  | 177,66° E | 18,1 км |
| T     | 25,95° N | 176,68° E | 18,9 км |
| Y     | 26,97° N | 179,43° E | 26,9 км |

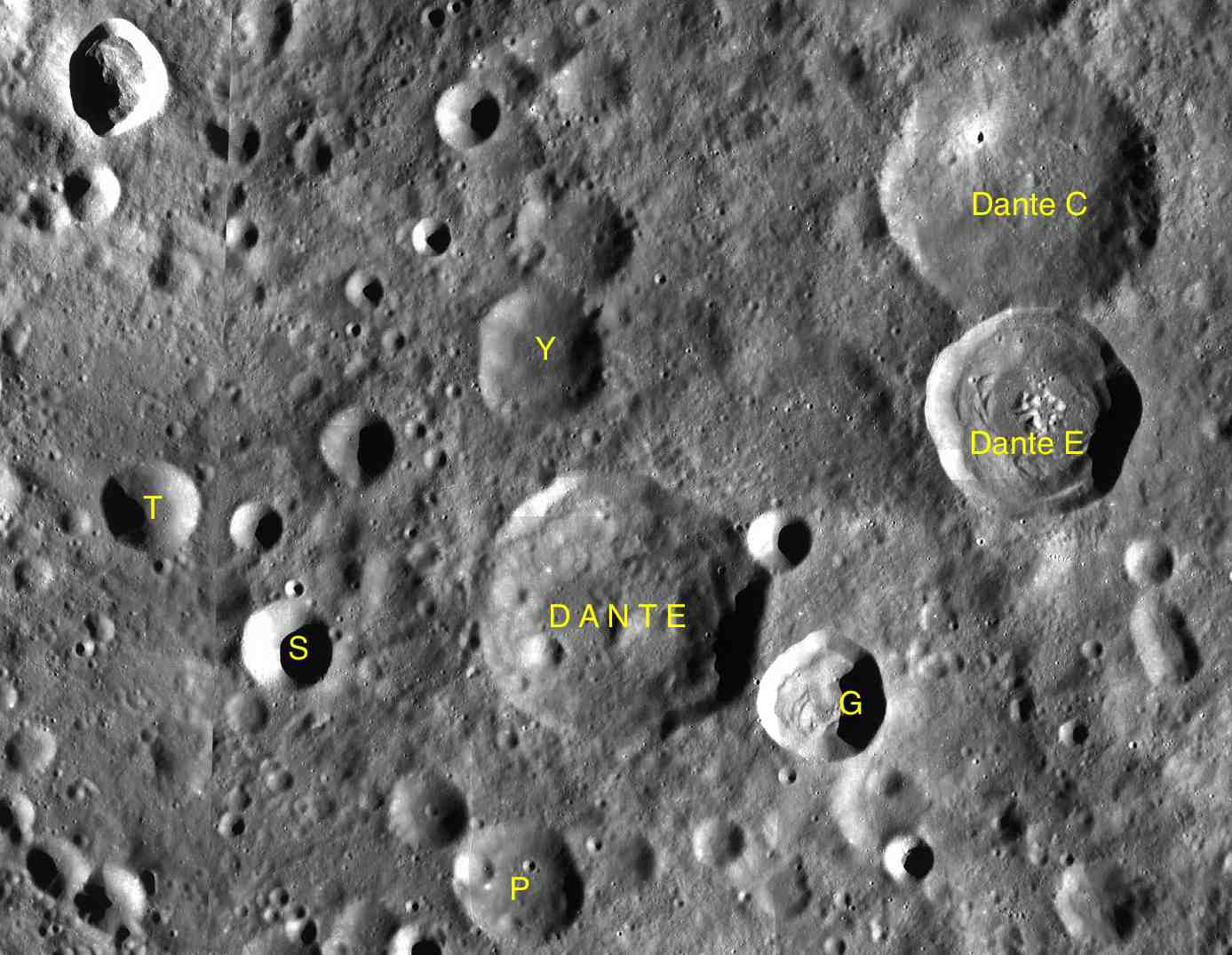
Фрагмент карты LAC-50.

- Образование сателлитного кратера Данте C относится к нектарскому периоду[2].
- Образование сателлитного кратера Данте E относится к эратосфенскому периоду[2].
- На снимке справа представлены складки и борозды на внутреннем склоне сателлитного кратера Данте С. Образование складок и борозд вызвано неравномерным распределением пород, выброшенных при образовании небольшого относительно свежего кратера в нижней части северо-западного участка внутреннего склона кратера. Этот кратер с окружающей его местностью с высоким альбедо хорошо виден на иллюстрации месторасположения сателлитных кратеров.